# Гімн Його Величності Царя
«Гімн Його Величности Царя» (болг. Химн на Негово Величество Царя МФА: [ximn na ˈnɛɡovo vɛˈlitʃɛstvo tsɐrˈja]), також «Боже, бережи Царя!» (болг. Боже, Царя ни пази, МФА: [ˈbɔʒɛ tsɐrˈja ni ˈpazi]) — державний гімн Третього болгарського царства з 1908 по 1944 рік. Автором слів гімну був генерал-лейтенант Георгій Аґура. Оригінальну музику написав Еміль фон Зауер, проте пізніше її замінили на композицію Емануїла Манолова.

## Історія
Історія «Гімну Його Величности Царя» сягає 1900 року, коли генерал-лейтенант Болгарського князівства Георгій Аґура написав текст цього твору. Мелодію гімну написав композитор Еміль фон Зауер. У 1908 році твір був затверджений як палацовий гімн Князівства Болгарія. Оскільки 22 вересня 1908 року князь Болгарії Фердинанд I проголосив себе царем, у оригінальному тексті гімну слово «князь» замінили на «цар». Вперше при дворі царя Фердинанда I гімн виконано 29 вересня 1908 року.
У 1925 році мелодію гімну було змінено на композицію Емануїла Манолова.
З 1940 року, згідно з протоколом офіційних державних заходів, «Гімн Його Величности Царя» виконувався одразу після виконання «Шуми Марица».
У 1944 році в ході Другої світової війни Червона армія ввійшла на територію Болгарії. Формально Болгарія залишалася монархією до 1946 року. Проте через невідповідність принципам комуністичної «народної влади» 9 вересня 1944 року «Гімн Його Величности Царя» був скасований.

## Текст
| Болгарська кирилиця (старий правопис) | Болгарська кирилиця (сучасний правопис) |
| --- | --- |
| Всемогѫщий правий Боже, молимъ Царьтъ ни пази! Дай му сили, за да може: зли поврати да срази! За погромъ на враговетѣ и за славни бѫднини, Боже, Царю на Царетѣ, дай на Царьтъ свѣтли дни! А на българското племе: ума, Боже, просвѣти, съ любовь да се обеме: и задружно процъфти. Чрѣзъ съгласие да може: силна воля да развий, чрѣзъ напрѣдъкъ дай му, Боже, славно име да добий! | Всемогъщий правий Боже, молим Царя ни пази, дай му сила, за да може: зли поврати да срази. За погром на враговете: и за славни бъднини, Боже, царю на царете: дай на Царя светли дни. А на българското племе: ума Боже просвети, със любов да се обеме: и задружно процъфти. Чрез съгласие да може: сила, воля да развий, чрез напредък дай му, Боже, славно име да добий! |